# Eddie Jordan

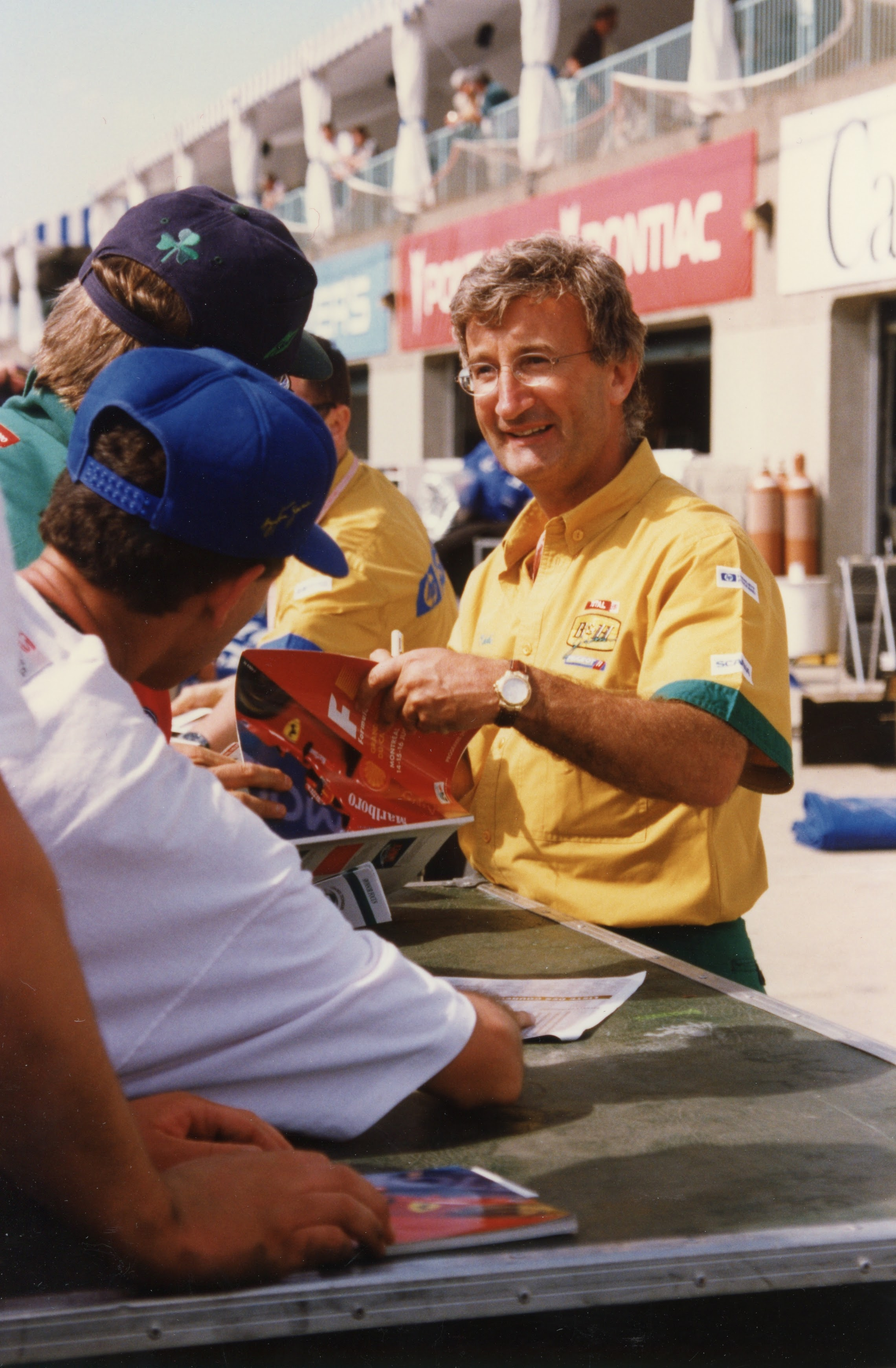
Eddie Jordan

Edmund "Eddie" Jordan OBE (n. 30 martie 1948, Dublin, Irlanda – d. 20 martie 2025, Cape Town, Africa de Sud) a fost un om de afaceri irlandez, personalitate de televiziune și proprietar de echipă de sport cu motor. A lucrat mai întâi la Bank of Ireland. A câștigat Campionatul Irlandez de Kart în 1971 și s-a mutat la Formula Ford în 1974. A fost fondatorul și proprietarul Jordan Grand Prix, o echipă de Formula 1 care a funcționat din 1991 până în 2005. A fost analist-șef pentru transmisiunile din Formula 1 de la BBC între 2009 și 2015, înainte de a se alătura Channel 4 care a preluat aceste transmisiuni. A fost și coproprietar al clubului de rugby London Irish.